# La Puebla de Montalbán
La Puebla de Montalbán este un oraș din Spania, situat în provincia Toledo din comunitatea autonomă Castilia-La Mancha. Are o populație de 7.840 de locuitori.